# Топага
Топага (исп. Tópaga) — небольшой город и муниципалитет в центральной части Колумбии, на территории департамента Бояка. Входит в состав провинции Сугамукси.

## История
Поселение, из которого позднее вырос город, было основано в 1593 году. Муниципалитет Топага был выделен в отдельную административную единицу в 1832 году.

## Географическое положение
Город расположен на востоке центральной части департамента, в высокогорной местности Восточной Кордильеры, на расстоянии приблизительно 59 километров к северо-востоку от города Тунха, административного центра департамента. Абсолютная высота — 3068 метров над уровнем моря.
Муниципалитет Топага граничит на севере с территорией муниципалитета Корралес, на северо-востоке— с муниципалитетом Гамеса, на юго-востоке — с муниципалитетом Монгуа, на юге — с муниципалитетом Монги, на юго-западе — с муниципалитетом Согамосо, на северо-западе — с муниципалитетом Нобса. Площадь муниципалитета составляет 37 км².

## Население
По данным Национального административного департамента статистики Колумбии, совокупная численность населения города и муниципалитета в 2015 году составляла 3694 человека.
Динамика численности населения муниципалитета по годам:
| 2005 | 2006 | 2007 | 2008 | 2009 | 2010 | 2011 | 2012 | 2013 | 2014 | 2015 |
| ---- | ---- | ---- | ---- | ---- | ---- | ---- | ---- | ---- | ---- | ---- |
| 3683 | 3685 | 3687 | 3689 | 3691 | 3692 | 3693 | 3694 | 3694 | 3694 | 3694 |

Согласно данным переписи 2005 года мужчины составляли 49 % от населения Топаги, женщины — соответственно 51 %. В расовом отношении белые и метисы составляли 99,9 % от населения города; негры, мулаты и райсальцы — 0,1 %.
Уровень грамотности среди всего населения составлял 92,3 %.

## Экономика
Основу экономики Топаги составляют сельское хозяйство и добыча полезных ископаемых.

68,6 % от общего числа городских и муниципальных предприятий составляют предприятия торговой сферы, 19,7 % — предприятия сферы обслуживания, 8 % — промышленные предприятия, 3,7 % — предприятия иных отраслей экономики.